# Double attentat aérien de 2004 en Russie
Le 24 août 2004, les vols Volga-AviaExpress 1353 et Siberia Airlines 1047 ont été la cible le même jour d'attentats à la bombe. Le double attentat causa la mort de 90 personnes. La série d'attentats fut revendiquée par un groupe islamique séparatiste tchétchène.

## Vol Volga-AviaExpress 1353
Le Tupolev Tu-134 de la compagnie russe Volga-AviaExpress assurait la liaison entre Moscou et Volgograd. L'appareil explose au dessus de l'oblast de Toula, tuant les 44 personnes à bord.

## Vol Siberia Airlines 1047
Le Tupolev Tu-154 de la compagnie russe Siberia Airlines assurait la liaison entre Moscou et Sotchi. 
L'appareil explose au dessus de l'oblast de Rostov, tuant les 46 personnes à bord.